# Ptilophora horieaurea
Ptilophora horieaurea là một loài bướm đêm thuộc họ Notodontidae. Nó được tìm thấy ở Tứ Xuyên in Trung Quốc.